# Agaocephalini
Agaocephalini Burmeister, 1847 è una tribù di coleotteri appartenenti alla famiglia degli Scarabeidi (sottofamiglia Dynastinae).

## Descrizione

### Adulto

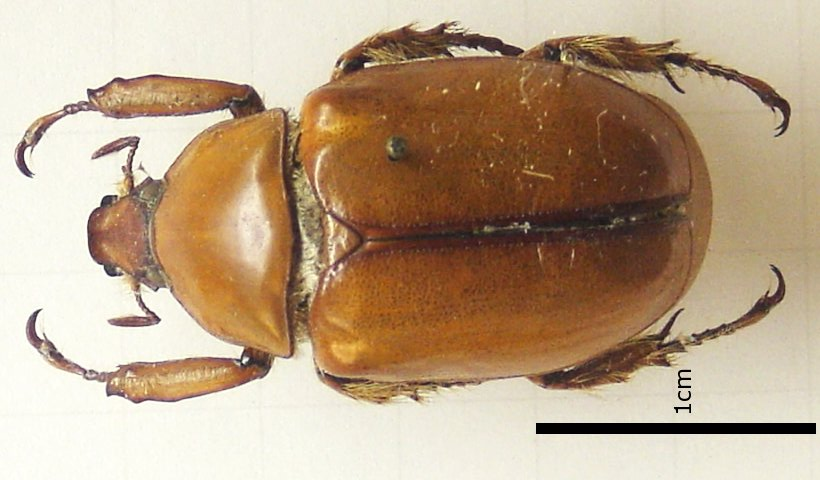
Democrates croesus.

Si tratta di coleotteri di dimensioni medio-grandi che si aggirano sui 60 mm di lunghezza. Molte specie comprese nella tribù presentano corna sia cefaliche che toraciche, molte di esse anche due corna cefaliche e una toracica o un corno cefalico biforcuto, come nel caso di Aegopsis curvicornis e Agacephala mannerheimi, ma senza mai raggiungere l'appariscenza che si riscontra nei Dynastini e negli Oryctini. Come in tutte le altre specie di Dynastinae sono solo i maschi a presentare corna.

### Larva
Le larve hanno l'aspetto di vermi bianchi dalla forma "C". Presentano il capo sclerificato e le tre paia di zampe atrofizzate. Lungo i fianchi presentano una fila di forellini chitinosi che gli permettono di respirare nel terreno.

## Biologia
Gli adulti di queste specie sono di abitudini generalmente crepuscolari, anche se in realtà variano a seconda della specie presa in esame. In quelle dotate di corna i maschi ingaggiano battaglie per contendersi la femmina e il territorio. Le larve si sviluppano nel terreno e si nutrono di radici, risultando talvolta dannose per le colture in Brasile.

## Distribuzione
La tribù è diffusa in America del sud.

## Tassonomia
La tribù racchiude 40 specie, divise in 11 generi qui sotto elencati:
- Aegopsis Burmeister, 1847
- Agacephala Lepeletier & Audinet-Serville, 1828
- Antodon Brême, 1845
- Brachysiderus Waterhouse, 1881
- Colacus Ohaus, 1910
- Democrates Burmeister, 1847
- Gnathogolofa Arrow, 1914
- Horridocalia Endrödi, 1974
- Lycomedes Brême, 1844
- Mitracephala Thomson, 1859
- Spodistes Burmeister, 1847